# Kyoko Shimazaki
Kyoko Shimazaki –en japonés, 島崎京子, Shimazaki Kyoko– (Otofuke, 7 de enero de 1972) es una deportista japonesa que compitió en patinaje de velocidad sobre hielo.
Ganó una medalla de plata en el Campeonato Mundial de Patinaje de Velocidad sobre Hielo en Distancia Individual de 1996, en la prueba de 500 m. Participó en tres Juegos Olímpicos de Invierno, entre los años 1992 y 1998, ocupando el séptimo lugar en Albertville 1992 y el quinto en Nagano 1998, en los 500 m.

## Palmarés internacional
| Campeonato Mundial en Distancia Individual | Campeonato Mundial en Distancia Individual | Campeonato Mundial en Distancia Individual | Campeonato Mundial en Distancia Individual |
| Año                                        | Lugar                                      | Medalla                                    | Prueba                                     |
| ------------------------------------------ | ------------------------------------------ | ------------------------------------------ | ------------------------------------------ |
| 1996                                       | Hamar (Noruega)                            | Medalla de plata                           | 500 m                                      |